# Кудряшов Олександр Федорович
Олександр Федорович Кудряшов (рос. Александр Фёдорович Кудряшов; нар. 16 квітня 1989, Бугульма, Татарська АРСР, РРФСР) — російський футболіст, захисник.

## Життєпис
Вихованець ДЮСШ ГО ФК «Алнас» (Альметьєвськ).
Перший клуб — «Альнас» (Альметьєвськ). Згодом виступав за «Арсенал» (Нафтокамськ) і татарстанські клуби «Нафтохімік» і «Нафтовик» (Бугульма).
У 2010 році перейшов у «Динамо» (Кіров), але грав там небагато.
У 2011 році виїхав до Таджикистану і став гравцем ФК «Істіклол», за три роки в цьому клубі зібрав повний комплект медалів чемпіонату Таджикистану. У 2014 році виступав в аматорському клубі «Шахтар» (Прокоп'євськ). Футбольну кар'єру завершив в якутській «Якутії», кольори якої захищав з 2015 по 2016 рік.

## Досягнення
«Істіклол»
- Чемпіонат Таджикистану
  -  Чемпіон (1): 2011
  -  Срібний призер (1): 2013
  -  Бронзовий призер (1): 2012

- Суперкубок Таджикистану
  -  Володар (2): 2011, 2012